# Leucospis parvula
Leucospis parvula är en stekelart som beskrevs av Boucek 1974. Leucospis parvula ingår i släktet Leucospis och familjen Leucospidae.
Artens utbredningsområde är:
- Gabon.
- Nigeria.

Inga underarter finns listade i Catalogue of Life.